# Mary Taylor (Frauenrechtlerin)

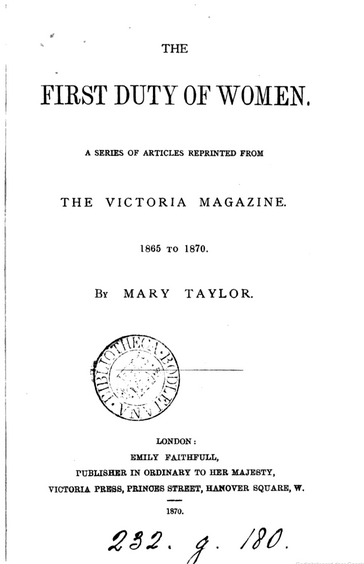
Titelseite von: Mary Taylor: The First Duty of Women. A series of articles reprinted from the Victoria Magazine 1865 to 1870, Victoria Press, London 1870.

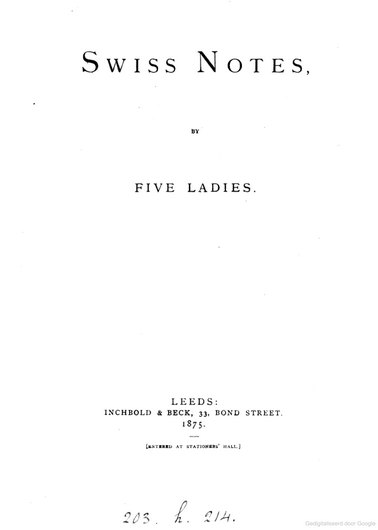
Titelseite von: Mary Taylor: Swiss Notes, by Five Ladies, Inchbold and Beck, Leeds 1875.

Mary Taylor (* 26. Februar 1817 in Gomersal, West Riding of Yorkshire; † 1. März 1893 ebenda) war eine frühe englisch-britische Geschäftsfrau und Frauenrechtlerin.

## Leben
Taylor war das vierte von sechs Kindern von Joshua Taylor (1766–1840), einem Tuchfabrikanten, und Anne Taylor, geborene Tickell (1781?–1856). Ihr Vater, ein Radikaler und Mitglied der Methodist New Connexion, ging 1826 in Konkurs, war aber entschlossen, seine Gläubiger zu befriedigen.
Mary war ein impulsives, kluges Kind, das die unabhängigen Züge und den Geschäftssinn ihres Vaters teilte. Sie lernte Ellen Nussey und Charlotte Brontë 1831 in der Roe Head School in Mirfield kennen, wo sie trotz ihrer gegensätzlichen Ansichten lebenslange Freundinnen wurden. In der Schule war Taylor zwar ruhig, aber trotzig, stand zu ihrer Meinung und praktizierte, was sie predigte. Brontë, die das Haus der Taylors, Red House, besuchte, beschrieb die Gesellschaft der Familie als „eines der mitreißendsten Vergnügen, die ich je erlebt habe“.
Taylors Vater starb im Dezember 1840, und Mary begab sich auf eine Europareise, bevor sie zu ihrer Schwester auf das Château de Koekelberg, ein Mädchenpensionat in Brüssel, ging. In ihrer Korrespondenz mit Brontë beschrieb sie, was sie auf ihren Reisen gesehen hatte, was sie dazu inspirierte, 1842 nach Brüssel zu gehen. Nach dem Tod ihrer Schwester im Oktober 1842 ging Taylor nach Deutschland, wo sie entgegen den gängigen Konventionen eine Anstellung als Lehrerin für junge Männer fand.
Im März 1845 folgte Taylor ihrem jüngsten Bruder Waring, der 1842 in Wellington angekommen war, nach Neuseeland. Hier ließ sie ein Haus in der Cuba Street bauen, das sie vermietete und gleichzeitig als Klavierlehrerin verdiente. In einem Brief schreibt Brontë, Mary „sei in ihrem Element - denn sie ist dort, wo es eine mühsame Aufgabe zu erfüllen gibt , eine wichtige Verbesserung zu bewirken – ein schwaches Gefäß (Waring) zu stärken hat – sie wird in Neuseeland bleiben, solange sie dort eine ernsthafte Arbeit finden kann - aber nicht länger“.
Taylor versuchte ihren Lebensunterhalt auch zu verdienen, indem sie Artikel an englische Zeitschriften schickte, die jedoch nicht veröffentlicht wurden. Während ihres Aufenthalts in Wellington schrieb Taylor auch einen 150-seitigen Roman, der 40 Jahre später unter dem Titel Miss Miles veröffentlicht wurde.
1849 kam Taylors Cousine Ellen Taylor in Neuseeland an, und obwohl sie zwölf Jahre jünger war als sie, stärkte sie Taylors Selbstvertrauen und Enthusiasmus mit dringend benötigter Gesellschaft während ihres Aufenthalts. Sie pachteten einen Teil von 178 Town Acre, wo die beiden Frauen ein zweistöckiges Haus errichteten und eröffneten bis 1850 ein Geschäft für Stoffe und Bekleidung. Da sie viele der Geschäfte ihres Bruders im Bereich des Handels mit Waren wie Wolle, Land, Vieh und Kleidung beobachtet hatte, verstand Mary das Geschäft und lernte viele potenzielle Kunden kennen. Waring Taylor half den beiden Frauen bei der Buchführung, und das Geschäft kam schnell in Schwung. Die Cousinen hofften, mit dem Geschäft jährlich 300 bis 400 Pfund zu verdienen. Das Haus hatte ein Giebeldach, eine großzügige Grundfläche und diente sowohl als Geschäft als auch als Wohnsitz in den Räumen im Obergeschoss.
Als Ellen Taylor 1851 an Tuberkulose erkrankte, pflegte Taylor ihre Cousine und arbeitete nach deren Tod allein im Laden weiter, wo das Geschäft weiter wuchs. Taylor musste das Gebäude erweitern lassen und eine Verkäuferin einstellen. Im Wellington Almanach von 1853 wird ihr Geschäft als eines der beliebtesten in der Region aufgeführt.
Bevor Taylor 1859 Wellington verließ, investierte sie 400 Pfund ihres Kapitals aus dem Verkauf ihres Geschäfts in Grundstücke im Stadtteil Te Aro, eines in der Abel Tasman Street, ein anderes in der Ghuznee Street. Sie hatte nie vorgehabt, in Neuseeland zu bleiben, und verkaufte das Geschäft, das ihr ein gutes Einkommen verschafft hatte, was für eine Frau der Mittelklasse in England unmöglich gewesen wäre. Noch vor 1860 kehrte sie nach Yorkshire zurück.
Finanziell abgesichert, kehrte Taylor nach Gomersal zurück. High Royd, das für sie gebaute Haus, war für den Rest ihres Lebens ihr Zuhause. Jährlich besuchte sie die Schweiz, wo sie 1875 im Alter von fast 60 Jahren eine Gruppe von fünf Frauen auf einer Expedition zur Besteigung des Mont Blanc anführte, worüber sie mit Swiss Notes by Five Ladies einen Bericht über ihr zehnwöchiges Abenteuer veröffentlichte.
Die Nachricht von ihrem Tod am 1. März 1893 in Yorkshire wurde im Mai 1893 in Neuseeland bekannt gegeben.
Taylor war eine begeisterte Leserin von Literatur und las, während sie ihr Tuchgeschäft in Neuseeland betrieb. Ihr Haus in Gomersal zeigt ihre Liebe zum Lesen, wo ein deutlicher Pfad im Teppich auf das ständige Umhergehen beim Lesen hinweist. In ihrer Zeit in Yorkshire, zwischen 1865 und 1870, veröffentlichte Taylor viele Artikel für das Victoria Magazine, in denen sie ihre zahlreichen feministischen Ideen darlegte, die in dem Buch The First Duty of Women zusammengefasst wurden. Ihr großer Trost im Lesen und die Inspiration, die sie darin fand, geben Aufschluss über ihre Ansichten darüber, dass Frauen davon abgehalten wurden, ihre Zeit mit Büchern zu verbringen, wie sie in The First Duty of Women schreibt: „Lasst sie also die Pflicht auf sich nehmen, für ihren eigenen geistigen Fortschritt zu sorgen, da sie auch die Konsequenzen einer Vernachlässigung tragen müssen.“ In diesen Artikeln vertrat sie auch die Ansicht, dass Frauen dafür verantwortlich sein sollten, ihren eigenen Lebensunterhalt zu verdienen, und dass es erniedrigend sei, nur wegen des Geldes zu heiraten. Taylor lehnte die Vorstellung, dass Frauen verpflichtet seien, sich für andere aufzuopfern, entschieden ab und kritisierte Brontë dafür, dass sie die Vorstellung vermittelte, ein Arbeitsleben sei nicht für alle Frauen geeignet. In ihrem Brief an Brontë schrieb sie in ihrer direkten Art:

„You are a coward and a traitor. A woman who works is by that alone better than one who does not and a woman that does not happen to be rich and who still earns no money and does not wish to do so, is guilty of a great fault- almost a crime.“

„Du bist ein Feigling und eine Verräterin. Eine Frau, die arbeitet, ist schon deshalb besser als eine, die nicht arbeitet, und eine Frau, die nicht reich ist und „noch“ kein Geld verdient und dies auch nicht will, macht sich eines großen Fehlers schuldig - fast eines Verbrechens.“

Aus Taylors zahlreichen Briefen und ihren Schriften geht hervor, dass eine ihrer zentralen Lebensüberzeugungen darin bestand, dass eine Frau arbeiten muss, um sich Unabhängigkeit und Glück zu verschaffen. In ihrem Buch Miss Miles or a Tale of Yorkshire life 60 years ago schreibt Taylor über das Leben von fünf Frauen in Gomersal und ihre Einstellung zur Arbeit; zwar sind vier der Frauen aufgrund ihres Arbeitslebens finanziell und psychisch unter Druck, aber die fünfte Frau, die nicht die Motivation hat, einer unabhängigen Arbeit nachzugehen, ist zu einem unglücklichen Leben verurteilt.
Taylor vermerkte, dass die Zeit und die Anstrengungen, die sie in Wellington verbracht hatte, aufgrund der Einstellung der Siedler und der Chancengleichheit für alle, die die neue Gemeinde gründeten, unabhängig von ihrem Geschlecht und Alter, ihr als die beste in Erinnerung sei. In der Ideologie der Siedler gab es eine starke Ablehnung von Snobismus und jeglichem Versuch, Klassenunterschiede durchzusetzen, was Taylor sehr gut fand. In einem Brief an Brontë vom Juni 1848 beschrieb Taylor die Unterschiede, die sie zwischen Frauen aus der Unter- und Mittelschicht wahrnahm:

„Mrs Taylor, Miss Knox and Mrs Logan sat in mute admiration while we mentioned these things, being employed in the meantime in making a patchwork quilt. Did you ever notice that the women of middle classes are generally too ignorant to talk to?, and that you are thrown entirely on men for conversation? There is no such feminine inferiority in the lower. The women go hand in hand with the men in the degree on cultivation that they are able to reach. I can talk very well to a joiner's wife, but seldom to a merchants.“

„Mrs. Taylor, Miss Knox und Mrs. Logan saßen in stummer Bewunderung, während wir diese Dinge erwähnten, und waren in der Zwischenzeit damit beschäftigt, einen Patchwork-Quilt herzustellen. Ist Ihnen schon einmal aufgefallen, dass die Frauen der „Mittelschicht“ im Allgemeinen zu unwissend sind, um mit ihnen zu sprechen, und dass Sie sich ausschließlich mit Männern unterhalten müssen? In der Unterschicht gibt es keine solche weibliche Unterlegenheit. Die Frauen gehen Hand in Hand mit den Männern, wenn es um den Grad der Kultivierung geht, den sie erreichen können. Ich kann mich sehr gut mit der Frau eines Tischlers unterhalten, aber nur selten mit einer Kaufmannsfrau.“

## Werke
- The first duty of women. A series of articles reprinted from the Victoria Magazine. 1865 to 1870. Emily Faithfull, Victoria Press, London 1870 (google.de).
- Swiss notes, by five ladies. Inchbold & Beck, Leeds 1875 (google.com).
- Miss Miles. A Tale of Yorkshire Life 60 Years Ago. Oxford University Press, Oxford 1991, ISBN 0-19-506492-5.
- Mary Taylor, friend of Charlotte Bronte : letters from New Zealand and elsewhere. Hrsg.: Joan Stevens. Auckland University Press, Auckland 1972.